# Jörg De Bernardi
Jörg De Bernardi (* 13. September 1973 in Pfäffikon) ist ein Mitglied der Geschäftsleitung der Schweizerischen Bundeskanzlei. Er war vom 1. August 2016 bis zum 30. April 2019 einer der beiden Vizekanzler; diese Funktion hat er per 1. Januar 2024 ad interim erneut übernommen. Er ist Mitglied der Sozialdemokratischen Partei der Schweiz.

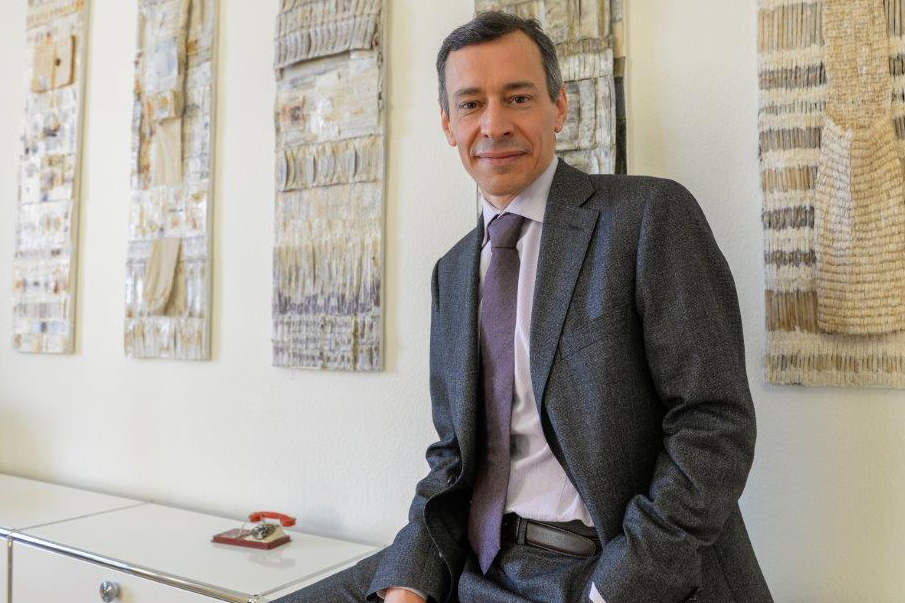
Jörg De Bernardi im Jahr 2016

## Leben und Wirken
Nachdem er seine Kindheit im Kanton Tessin verbracht hatte, erlangte er 1998 sein Diplom an der Theologischen Fakultät der Universität Neuenburg und erlangte 2002 einen Master in Angewandte Ethik an der Universität Zürich. Anschliessend trat er 2003 in den Dienst des Eidgenössischen Departements für auswärtige Angelegenheiten und war in Bern und Addis Abeba tätig. Anschliessend arbeitete er von 2008 bis 2011 in der WTO-Sektion des Eidgenössischen Departements für Wirtschaft, Bildung und Forschung.
Im März 2011 wurde er vom Kanton Tessin zum Delegierten für die Beziehungen zum Bund ernannt. Am 5. Juni 2016 ernannte ihn der Bundesrat zum Vizekanzler der Schweizerischen Eidgenossenschaft mit Amtsantritt am 1. August 2016; er war Nachfolger von Thomas Helbling in diesem Amt. Der zweite Vizekanzler ist für die qualitätskonforme und fristgerechte Erledigung aller Aufgaben im Rahmen der Vor- und Nachbereitung der Bundesratssitzungen verantwortlich; er leitet sieben Organisationseinheiten  der Bundeskanzlei.
Am 29. August 2018 kündigte er aus familiären Gründen seinen Rücktritt als Vizekanzler an. Er blieb Mitglied der Geschäftsleitung und übernahm per 1. Mai 2019 die Funktion als Leiter der Internen Dienste der Bundeskanzlei (Sektionen Personal und Ressourcen, Geschäftsverwaltung und Logistik, Service Center Informatik).
Am 22. Dezember 2023, nach der Wahl des bisherigen Vizekanzlers Viktor Rossi zum Bundeskanzler, ernannte ihn der Bundesrat zum Interims-Vizekanzler. Per 1. Juli 2024 trat er das Amt an Rachel Salzmann ab.